# Alexis du Roy de Blicquy
Alexis Charles François Christian du Roy de Blicquy (Aat, 27 januari 1798 – Blicquy, 14 november 1875) was een Belgisch volksvertegenwoordiger en burgemeester.

## Levensloop
Du Roy was de oudste zoon van Sylvestre du Roy de Blicquy (1745-1826) en van Joséphine de Lattre de la Hutte (1760-1809). Sylvestre was militair in een Frans regiment, lid van de Staten van Cambrai onder het ancien régime evenals van de Staten van Henegouwen. De grootvader van Sylvestre kreeg Franse adelsbevestiging in 1735, en hij zelf werd in 1816 in de erfelijke adel bevestigd onder het Verenigd Koninkrijk der Nederlanden.
Alexis trouwde met Delphine Cossée de Maulde (1803-1878). Ze hadden drie dochters en acht zoons, van wie er zes voor nageslacht zorgden. Hij werd lid van de ridderschap in de provincie Henegouwen, verdergezet in 1836 door zijn lidmaatschap van de provincieraad, tot in 1862, met een onderbreking van 1847 tot 1852.
Van juni 1846 tot juni 1847 was hij katholiek volksvertegenwoordiger voor het arrondissement Aat.
In 1830 werd hij burgemeester van Blicquy, een ambt dat hij tot aan zijn dood uitoefende. In die hoedanigheid, bekommerd om zijn medeburgers, verleende hij zijn steun aan de jonge Édouard Empain die hij op de weg zette naar een opmerkelijke carrière. Hij was ook kolonel van de Burgerwacht in Chièvres.
Beroepshalve was Du Roy landbouwkundige en inspecteur van de paardenfokkerijen van het Rijk, eerst voor het arrondissement Aat (1840-1845), vervolgens voor de provincie Henegouwen (1847-1864). Heel wat functies die hij bekleedde hadden hiermee te maken:
- lid van de Hoge Raad voor de Landbouw,
- lid van de Bestuursraad voor de paardenwedrennen,
- lid van de Commissie voor de inschrijvingen in het Belgische Studboek,
- lid en voorzitter van de Landbouwcommissie voor de provincie Henegouwen,
- voorzitter van de landbouwcomicen voor Aat, Chièvres en Quevaucamps,
- medestichter van de Centrale maatschappij voor Landbouw.